# Gunnar Fischer

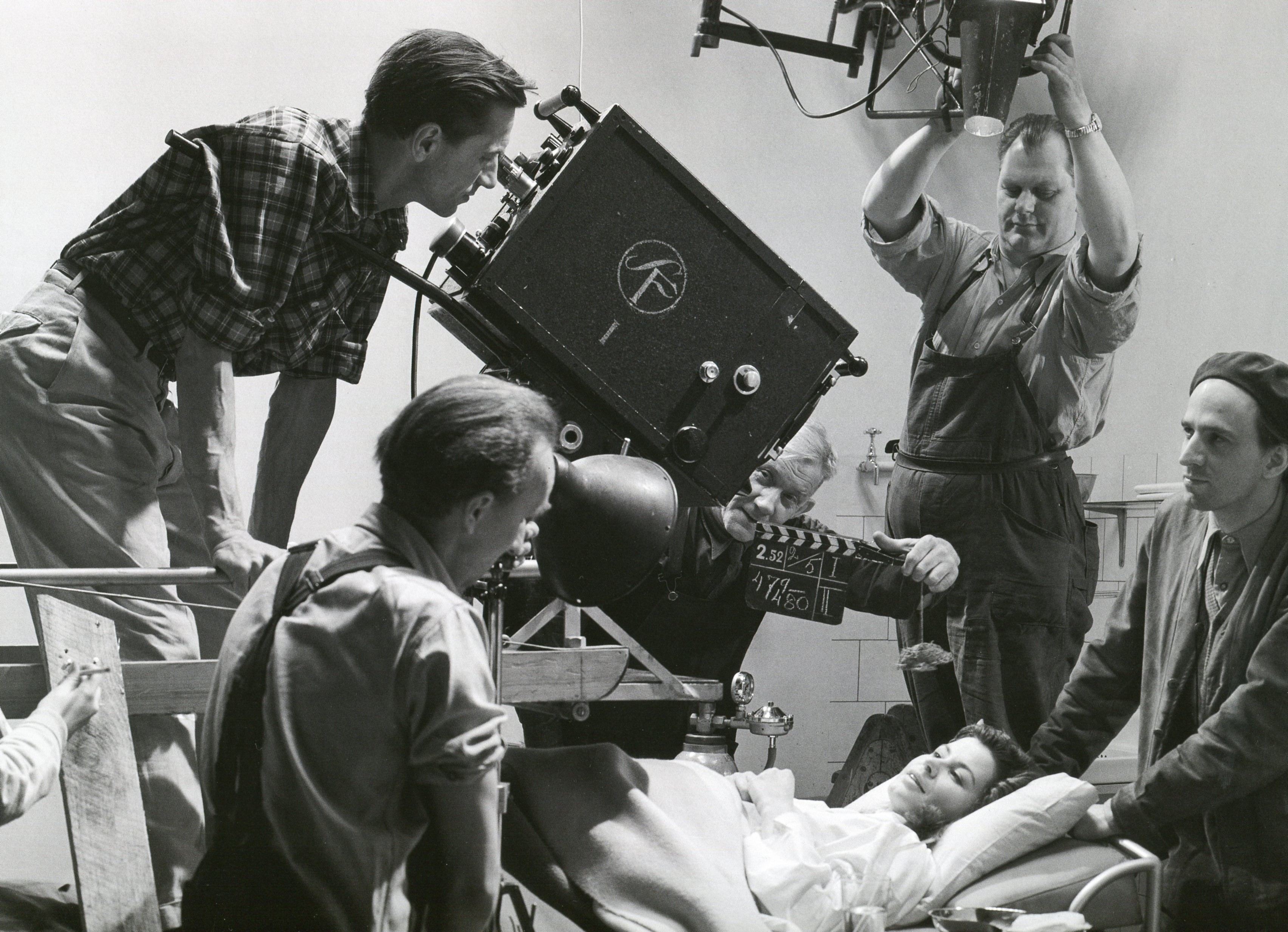
Gunnar Fischer (bakom kameran) vid inspelningen av Kvinnors väntan 1952 tillsammans med Ingmar Bergman (till höger).

Erling Gunnar Emil Fischer, född 18 november 1910 i Ljungby, död 11 juni 2011 i Bromma, var en svensk filmfotograf, regissör och författare.
Fischer är i dag mest känd för sitt filmiska iscensättande. Han beskrivs också som en betydande medarbetare i Ingmar Bergmans filmskapande, exempelvis i Det sjunde inseglet och Sommaren med Monika.

## Biografi

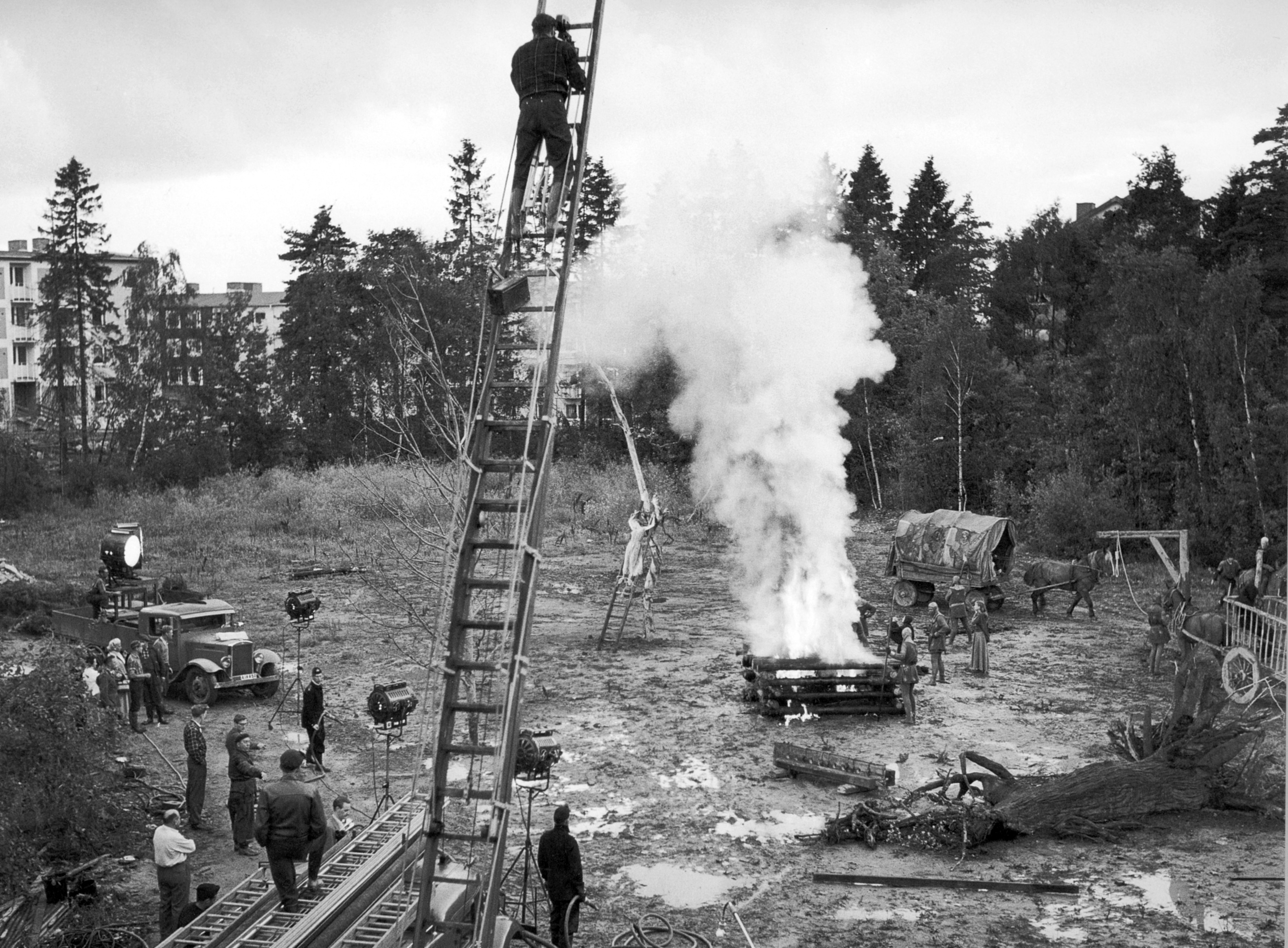
Under inspelningen av Det sjunde inseglet i Filmstaden, Solna: På brandbilen står Ingmar Bergman och på brandstegen filmfotografen Gunnar Fischer, i bakgrunden syns Råsundas bostadshus, 1957.

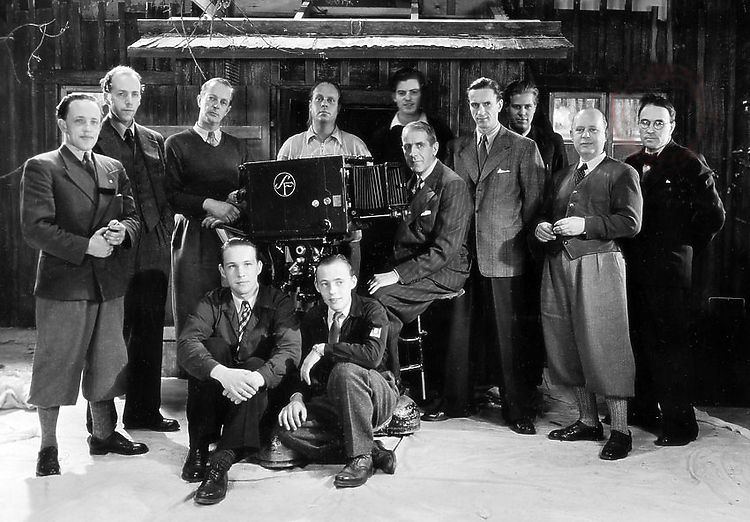
Gunnar Fischer tillsammans med övriga fotografer och teknisk personal vid Svensk Filmindustri på 1940-talet. Bland dessa återfinns Martin Bodin, Gustaf Boge, Gösta Roosling, Arne Lagercrantz och Åke Dahlqvist. Fotot troligen taget av Louis Huch (längst till höger) med självutlösare.

### Tidiga år
Gunnar Fischer var son till länsjägmästaren Gunnar Fischer och hans hustru Greta Lokrantz, samt sonson till riksdagsmannen och bankdirektören Elis Fischer. Under Fischers barn- och ungdomsår bodde familjen i Ljungby, Ronneby och Stockholm. Han föddes i Ljungby, men till följd av att fadern blev länsjägmästare i Ronneby förflyttade sig familjen dit. Han hade fem syskon varav ett dog som barn. Han bodde i Prinshuset vid Esplanaden i Ronneby tillsammans med sin familj. Innan han sökte sig till filmen studerade Fischer konst för Otto Sköld i Köpenhamn. Han hann även tillbringa tre år verksam som flottist.

### Arbete och medarbetare

#### Inledning och lärande
Han gick i sin ungdom på målarskola, men sökte sig till filmen. Under åren 1935–1970 var Gunnar Fischer anställd vid Svensk Filmindustri som fotograf. Han började som B-fotograf till filmfotografen Julius Jaenzon. Det var med filmen Smålänningar (1935) som Fischers karriär tog vid. 

#### Anställning
Fischer anställdes av SF:s ingenjör Jacobsson trots avsaknad av tidigare erfarenhet. Under sin tid på SF gjorde han inslag åt SF-journalen och reklamfilmer åt flottan.
| ” | ”Ni tycks inte ha mycket hum om filmjobbet precis, men å andra sidan verkar ni vara jämförelsevis hederlig, och det kan ju vara roligt att få in en sådan i branschen också”. | „ |

#### Vidare arbeten
Under sin tid vid SF arbetade han med många av Nordens främsta filmpersoner, såsom Carl Theodor Dreyer, Nils Poppe, Vilgot Sjöman, Lars-Magnus Lindgren, Arne Sucksdorff, Göran Gentele och Johan Bergenstråhle, men det var genom samarbetet med Ingmar Bergman i ett antal filmer från Hamnstad (1948) till Lustgården (1961) som han befäste sin storhet (bredvid efterträdaren Sven Nykvist) som en av sin tids främsta filmkonstnärer med klassiker som Sommaren med Monika, Sommarlek, Det sjunde inseglet, Sommarnattens leende, Smultronstället och Ansiktet. Mellan 1970 och 1975 var Fischer verksam vid Sveriges Television och filmade bland annat välkända TV-serier som Din stund på jorden och Raskens samt Jacques Tatis sista film Parade (1974). 1993 tilldelades han Ingmar Bergmanpriset och 2003 en Hedersguldbagge för sitt livsarbete. Han skrev ett par filmmanus och regisserade själv några kortare filmer. Han har också som författare skrivit och illustrerat tre barnböcker med sina egna barn, sönerna Peter och Jens, som inspirationskälla: Peter och Kajan på långresa (1946), Peter är barnvakt (1949) och Peter, Jens och Rosenblom (1960). Peter och Jens Fischer är även huvudpersoner i de tre barnböckerna, som Gunnar Fischer skrev och illustrerade, varav en översattes och gavs ut även i USA (Hide-and-Seek Voyage (1953)).
Hans foto uppmärksammades även utomlands och på 1950-talet erbjöds Fischer arbete i Hollywood. Han tackade nej för att fortsätta sitt samarbete med Bergman.

### Författarskap
Fischer bedrev även ett barnboksförfattarskap. Han kom att utge tre barnböcker vari hans söner Jens och Peter var huvudpersonerna. En av barnböckerna gavs ut i USA.

### Relationen till Ingmar Bergman
Fischer, som var filmfotograf i några av Bergmans viktigaste filmer, hade en problematisk relation till honom. Fischer uppgav bland annat att Bergman tyckte om att förödmjuka honom, vilket därigenom gjorde Fischer osäker.

## Familj
Fischer var gift med Gull Söderblom (1912–2005), dotter till köpmannen Gunnar Söderblom och Stina Lyberg, liksom syster till skådespelaren Åke Söderblom. I äktenskapet föddes sönerna Peter och Jens Fischer. Han var brorson till textilkonstnären Estrid Fischer. Han var vidare farbror till finansmannen och förläggaren Tomas Fischer, morbror till konstnären Mats Bergström samt svåger till målaren och militären Bogga Bergström. 
Fischer var 100 år när han avled 2011. Han är gravsatt i minneslunden på Bromma kyrkogård.

## Priser och utmärkelser
- 1959 – Mar del Plata Filmfestival
- 1993 – Ingemar Bergmanpriset
- 2002 – Hedersguldbagge[14]

### Barn- och ungdomslitteratur
- 1946 – Peter och Kajan på långresa
- 1949 – Peter är barnvakt
- 1960 – Peter, Jens och Rosenblom

### Övrigt
- 1953 – Hide-and-seek voyage

## Filmografi

### Biografi
- 2021 – Gunnar Fischer: Metamorphosis of Light

### Regi, i urval
- 1965 – Djävulens instrument
- 1977 – Ulla Sjöblom

### Filmmanus
- 1953 – Natt i hamn
- 1965 – Djävulens instrument

### Filmfoto, i urval
- 1938 – Bara en trumpetare
- 1939 – Valfångare
- 1942 – Det är min musik
- 1943 – Natt i hamn
- 1945 – Blåjackor
- 1945 – Två människor
- 1947 – Krigsmans erinran
- 1947 – Tappa inte sugen
- 1947 – Tant Grön, Tant Brun och Tant Gredelin
- 1948 – Soldat Bom
- 1948 – Hamnstad
- 1949 – Törst
- 1950 – Till glädje
- 1950 – Sånt händer inte här
- 1951 – Biffen och Bananen
- 1951 – Skeppare i blåsväder
- 1951 – Sommarlek
- 1952 – Kvinnors väntan
- 1953 – Vi tre debutera
- 1953 – I dimma dold
- 1953 – Sommaren med Monika
- 1954 – Gabrielle
- 1954 – Seger i mörker
- 1955 – Sommarnattens leende
- 1955 – Stampen
- 1956 – Egen ingång
- 1956 – Den hårda leken
- 1957 – Smultronstället
- 1957 – Det sjunde inseglet
- 1957 – Möten i skymningen
- 1958 – Du är mitt äventyr
- 1958 – Lek på regnbågen
- 1958 – Ansiktet
- 1959 – Det svänger på slottet
- 1960 – Djävulens öga
- 1961 – Två levande och en död
- 1961 – Een blandt mange
- 1961 – Pojken i trädet
- 1961 – Lustgården
- 1962 – Kort är sommaren
- 1962 – Siska
- 1963 – Min kära är en ros
- 1964 – 491
- 1965 – För vänskaps skull
- 1965 – Juninatt
- 1966 – Oj oj oj eller Sången om den eldröda hummern
- 1966 – Adamsson i Sverige
- 1967 – Ola och Julia
- 1968 – Svarta palmkronor
- 1969 – Made in Sweden
- 1969 – Miss and Mrs Sweden
- 1969 – Kråkguldet
- 1971 – Is
- 1973 – Raskens (TV-serie)
- 1973 – Din stund på jorden (TV-serie)
- 1974 – Parade
- 1979 – Don Juan